# گمینا بویانووو
گمینا بویانووو (به لهستانی:  Gmina Bojanowo) یک گمینا در لهستان است که در شهرستان راویچ واقع شده‌است. گمینا بویانووو ۱۲۳٫۵ کیلومتر مربع مساحت و ۸٬۹۳۸ نفر جمعیت دارد.